# Іваницька Лідія Іванівна
Лі́дія Іва́нівна Івани́цька (* 8 червня 1949, с. Равенство, Монастирщинського району Смоленської області) — українська художниця, дизайнер, майстер декоративно-прикладного мистецтва, педагог, «Заслужений діяч мистецтв України». Член Національної Спілки художників України з 1987 року.

## Біографія
Народилася 8 червня 1949 року в с. Равенство Смоленської області. Закінчила Сімферопольське медичне училище (1968), спеціальність — фельдшер. Любов до прикладного мистецтва, що передала їй бабуся, вчила в'язати, вишивати, ткати, привела Лідію Іваницьку до вступу в Харківський художньо-промисловий інститут на спеціальність «Художник-дизайнер». Тут познайомилась зі своїм чоловіком В'ячеславом Едуардовичем Іваницьким, з яким після закінчення інституту 1977 року приїхала до Миколаєва.
Творчу діяльність розпочала у Миколаївському художньо-виробничому комбінаті Художнього фонду України. Працювала в галузі графічного дизайну. 1978 року створила перший гобелен «Дощ у місті» для Південно-Української АЕС.

## Педагогічна діяльність
З 1999 року Лідія Іваницька викладає на кафедрі декоративно — прикладного мистецтва Миколаївської філії Київського національного університету культури і мистецтв декоративну обробку тканин — батик, різні види вишивок, золоте шиття, ткацтво, печворк і працює в цій техніці.

## Творчість
Твори Лідії Іваницької зберігаються в Музеї декоративно-прикладного мистецтва у Києві. Гобелени «Енергія», «Море», «Дружба» і багато інших прикрашають інтер'єри багатьох громадських споруд міст Москви, Києва, Миколаєва, Азова, Южноукраїнська. У співпраці з чоловіком В'ячеславом Іваницьким створено гобелен-завісу для Українського академічного театру драми та музичної комедії м. Миколаєва. Гобелен «Місто на воді» є тканим символом міста Миколаєва. Посольство США в Росії прикрашає гобелен Л. І. Іваницької «Американо-радянська дружба».

## Виставки
Лідія Іваницька є учасницею міжнародних, всеукраїнських, обласних виставок і симпозіумів:
- 1982 р. Республіканська виставка «1500 років Києву». Гобелен «Кий, Щек, Хорив та Либідь».
- 1984 р. Обласна художня виставка «40 років визволення Миколаївщини».
- 1987 р. Всесоюзна виставка «Страна Советов». Гобелен «Мирная земля», «Зелений».
- 1988 р. Всесоюзна виставка «70 років Військовим силам СРСР». Гобелен «Святковий».
- 1991 р. м. Сієтл, США. Міжнародна виставка.
- 1993 р. м. Львів. Республіканська виставка «Текстильній шал».
- 1998, 2000 р.р. м. Херсон. Республіканські виставки.
- 2004 р. м. Київ. Республіканська виставка «Трієнале текстиль».
- 2008 р. вересень, м. Київ. Всеукраїнська виставка до дня художника. «Скифия», печворк, 2х3 м.

## Нагороди
- Заслужений діяч мистецтв України (2006),
- I премія на міжнародному фестивалі мистецтв в Едмонті, США (1992) за гобелен «Мирний день»,
- почесна відзнака Міністерства культури України (2002),
- почесне звання «Городянин року — 2004» в номінації «Культура»,
- медаль «15 років незалежності України» (2006),
- лауреат міжнародного рейтингу популярності «Золота фортуна» (2006).